# Caroline Beil
Caroline Beil (Hamburg, 3 november 1966) is een Duitse presentatrice, actrice en zangeres.

## Jeugd en opleiding
Caroline Beil is de dochter van schlagerzanger en trompettist Peter Beil en zijn echtgenote Barbara Kalweit, die in 1964 Miss Hamburg was. Ze voltooide een zang- en toneelopleiding, onder andere ook in Los Angeles, waar ze lid werd van de Screen Actors Guild. Na een meerjarig oponthoud in het buitenland en een betrekking als internationaal fotomodel studeerde ze van 1992 tot 1995 sociologie aan de Hamburger Universität für Wirtschaft und Politik en rondde daar af als gediplomeerd sociaal wetenschapper. Daarnaast werkte ze als synchroonspreekster en zangeres en presenteerde voor RTL het bioscoopmagazine Film Up en voor Hamburg 1 het bioscoopmagazine Movie 1.

## Carrière
In 1996 speelde Beil in 24 afleveringen van de ARD-comedyserie Ein ehrenswertes Haus een van de hoofdrollen. Bekend werd ze door de presentatie (1999 tot 2004) van het boulevardmagazine Blitz bij de particuliere tv-zender Sat.1. In 2004 nam ze deel aan de RTL-jungleshow Ich bin ein Star – Holt mich hier raus!. Wegens haar lasteringen tegen medespelers kreeg ze van de toeschouwers de naam Hacke-Beil.
In juli 2006 was Beil te zien in een gastrol in de RTL-soap Gute Zeiten, schlechte Zeiten. Van oktober 2007 tot augustus 2008 was ze te zien in een hoofdrol van de telenovela Sturm der Liebe bij de tv-zender Das Erste. Tussen mei en december 2008 presenteerde ze bij de tv-zender Das Vierte de rubriek Hollywood Superstars.
In juli en augustus 2010 stond ze in Rolf Hochhuths musical-wereldpremière Inselkomödie oder Lysistrate gegen die Nato in het Theater am Schiffbauerdamm in Berlijn in de hoofdrol van Lysistrate op het podium. Van 2011 tot 2012 was ze in de hoofdcast van de ZDF-serie Herzflimmern in de rol van Dr. Shirley Wilson. In juli 2013 was ze te zien in de VOX-show Das perfekte Dinner. Sinds april 2015 presenteert ze het dagelijkse lifestyle-magazine doppio.tv, dat in Zwitserland wordt uitgezonden door TV24. In augustus 2015 en 2016 stond ze in een hoofdrol in het stuk Hammerfrauen op het podium van het Berlijnse theater Die Wühlmäuse, dat wordt geleid door Dieter Hallervorden. In september 2015 verscheen het Duitse duetalbum Beziehungsweise, waarop Beil met Oliver Lukas zingt en ook voor enkele liederen de tekst schreef. Het album werd geproduceerd door Luis Rodriguez.

## Verdere activiteiten
In 2004 publiceerde ze Die Caro-Linie, een raadgever over het thema voeding, motivatie en fitness bij de Südwest-uitgeverij. Over het afscheid van haar vader, die in 2007 overleed aan de gevolgen van longkanker, schreef ze het boek Heute geht's schon wieder besser. In 2011 verscheen de door haar geproduceerde dvd Mami, met een yogagedeelte en tips voor de zwangerschap.

## Privéleven
Van 1995 tot 1996 was ze getrouwd met de acteur Jerry Marwig en van 2002 tot 2005 met de uitgever Hendrik te Neues. Met Pete Dwojak, waarmee ze kennis maakte in 2006, heeft ze een zoon, echter het huwelijk werd weer ontbonden in 2010. Sinds 2014 heeft ze een relatie met de tandarts en mondchirurg Philipp-Marcus Sattler. In februari 2017 was ze weer zwanger op 50-jarige leeftijd. In juni 2017 kwam hun gezamenlijke dochter ter wereld.

## Filmografie
- 1995: Willkommen im Team (korte film)
- 1995: Sonntags geöffnet
- 1995: Eine Frau wird gejagt
- 1998: Ein ehrenwertes Haus
- 1999: Die Wache
- 2000: SK Kölsch
- 2001: Hausmeister Krause
- 2002: Wahnsinnsweiber
- 2004: Beauty Queen
- 2006: Alle lieben Jimmy
- 2006: Gute Zeiten, schlechte Zeiten
- 2007–2008: Sturm der Liebe
- 2007: Alle lieben Jimmy
- 2008: Briefe an einen Engel
- 2008: Inga Lindström – Hannas Fest
- 2008: 112 – Sie retten dein Leben (Nico Zavelberg)
- 2010: In aller Freundschaft
- 2011: Wilsberg: Frischfleisch
- 2011: Die Rosenheim-Cops – Mord auf Raten
- 2011: Der letzte Bulle (tv-serie) – aflevering: Tod eines Strippers
- 2011–2012: Herzflimmern – Die Klinik am See
- 2012: Akte EX
- 2013: SOKO Stuttgart – Vier Männer und ein Baby
- 2013: Linnea (korte film)
- 2013: Promi Shopping Queen
- 2014: Dengler – Die letzte Flucht
- 2014: Dora Heldt: Herzlichen Glückwunsch, Sie haben gewonnen!
- 2015: SOKO 5113 – Rattenfänger
- 2015: Promi Shopping Queen

## Theater
- 1996: Faust (Bad Hersfelder Festspiele)
- 2010: Inselkomödie – Lysistrate und die NATO (Theater am Schiffbauerdamm)
- 2014: Sommer 14 (Theater am Schiffbauerdamm)
- 2015: Hammerfrauen (Die Wühlmäuse, Berlijn)
- 2016: Hammerfrauen (Die Wühlmäuse, Berlijn)

## Lezingen
- 2012: Die Berliner Antigone; muzikale lezing en wereldpremière (Jüdisches Theater, Berlijn)
- 2013: Neun Nonnen fliehen (wereldpremière van Rolf Hochhuth in het Goethe-Theater, Bad Lauchstädt)
- 2014: Sex im Kopf (Gerhard Haase-Hindenberg, Autorenbuchhandlung Berlin)

## Luisterboeken
- 1994: Ruhe in Fetzen (Rita Mae Brown, RCA)
- 2014: Neun Nonnen fliehen (Rolf Hochhuth, Bastei-Lübbe- Verlag)

## Tv-presentaties
- 2016: Het grote kleinkunstfestival voor cabaret, comedy en muziek (jurylid) (RBB)
- 2016: doppio.tv (TV24, TV25, Zwitserland)
- 2015: doppioTV (TV24, Zwitserland)
- 2008: Hollywood Superstars (Das Vierte)
- 2006: Inside Dirty Dancing (voor Guten Abend, RTL - RTL Nord)
- 2006: Voor de Deutsche AIDS-Hilfe in Namibia (SAT.1)
- 2005: Freitag Nacht News (RTL) (gastoptreden)
- 2005: Die besten Filme aller Zeiten (Kabel 1)
- 2004: Hire or Fire (ProSieben)
- 2004: Panellid bij Kenn' ich - die ultimative Serienshow (Kabel 1)
- 2004: Star-Duell (jurylid) (RTL)
- 2004: Die besten Filmsongs aller Zeiten (Kabel 1)
- 2004: Unglaublich, aber wahr (Kabel 1)
- 2002: Deutscher Filmpreis (SAT.1)
- 2000: Miss Germany (SAT.1)
- 1999–2004: Blitz (SAT.1)
- 1995/1996: Movie 1, HH1
- 1995: Film up (RTL Nord)

## Presentaties, gala's en events
- 2016: Aachen Golf Cup, Aken
- 2014: AUDI Directors Cut Talk, München
- 2014: Duitslandfinale van het Supermodel Contests, München
- 2013: Spa Diamond
- 2012: Porsche, Moers und Lübeck
- 2008: NCL Ball, Wiesbaden
- 2008: Frankfurter Opernball
- 2007: Porsche, Lübeck
- 2007: AIDS-Gala, Dresden
- 2006: Siemens, 100 jaar Dynamowerk Engels, Berlijn
- 2005: Showprogramma op de MS Europa in Azië
- 2005: 50 jaar SOS-Kinderdorf, München
- 2005: Jewellery Cocktail zur Inhorgenta, München
- 2004: Grand-Prix Ball, tweetalig, Baden-Baden
- 2004: Fifi-Award, Frankfurt
- 2003: Gala Spa Award, Baden-Baden
- 2002: Effie-Gala, Berlijn
- 2002: Deutsches Rotes Kreuz, Berlijn
- 2001: Red Carpet Moderation Deutscher Fernsehpreis, Keulen
- 2001: Jupiter-uitreiking, Berlijn
- 2000: UNESCO-Gala, Neuss